# Henri Michaux
Henri Michaux (n. 24 mai 1899, Namur - d. 18 octombrie 1984, Paris) a fost un poet, scriitor și pictor francez de origine belgiană, adesea considerat ca adept al curentului suprarealist, cunoscut pentru individualismul său.

## Opera
Este faimos pentru cărțile sale ezoterice, scrise într-un stil ușor de citit și accesibil. Michaux a călătorit extensiv prin lume, a încercat diverse cariere, a experimentat cu drogurile, despre care se zice că au avut ca rezultat două dintre cele mai intrigante lucrările ale sale: Miracolul mizerabil și Les grandes épreuves de l'esprit et les innombrables petites.
A scris o poezie înrudită cu suprarealismul, de care o separă efortul de elevație morală controlată cu luciditate, explorând cu umor negru și ironie distanțată zonele obscure ale spiritului uman, transpunere a experiențelor disparate și halucinante, a miturilor vechi și noi, în viziuni cosmice ale spaimei, singurătății, vidului interior al existenței, în imagini de o concretețe realistă.
A exercitat o influență deosebită asupra liricii moderne.

### Poezie
- 1927: Qui je fus ("Cel care am fost");
- 1941: Au pays de la magie ("În țara magiei");
- 1943: Exorcismes ("Exorcisme");
- 1944: L'espace du dedans ("Spațiul dinlăuntru");
- 1945: Liberté d'action ("Libertate de acțiune");
- 1949: Poésie pour pouvoir ("Poezie pentru putere");
- 1957: L'infini turbulent ("Infinitul turbulent");
- 1961: Connaissance par les gouffres ("Cunoaștere prin abis");
- 1966: Les grandes épreuves de l'esprit ("Marile încercări ale spiritului").

### Memorii de călătorie
- 1929: Ecuador, journal d'un voyage ("Ecuador, jurnal de călătorie");
- 1933: Un barbare en Asie ("Un barbar în Asia").

### Proză fantastică
- 1929: Mes propriétés ("Proprietățile mele");
- 1936: Voyage en grande Garabagne ("Călătorie în marea Garabagne").